# Владимиров, Мирон Константинович
Мирон Константинович Владимиров (фамилия при рождении — Шейнфинкель; партийное прозвище — Лёва; 15 ноября 1879 — 20 марта 1925) — советский партийный и государственный деятель.

## Биография
Родился в Херсоне в семье земельного арендатора. Сестра — Герой Труда В. К. Шейнфинкель.
В 1898 году окончил Херсонское сельскохозяйственное училище. Около года прослужил в губернском статистическом управлении, участвовал в рабочих кружках.
В 1902 году он приезжает в Берлин, затем едет в Швейцарию, где знакомится с В. И. Лениным. Вступил в Бернскую группу «Искры», член РСДРП с 1903 года. В 1903 вернулся в Россию, вел партработу в Киеве, затем Гомеле. В 1905 делегат от полесских большевиков на III съезда РСДРП в Лондоне.
Участник Первой русской революции 1905—1907 годов. Был секретарем Одесского большевистского комитета, после арестов мая 1906 переехал в Луганск, затем Екатеринослав. В декабре 1907 году Военный суд приговорил его к ссылке на вечное поселение в Восточную Сибирь (Иркутск). В мае 1908 бежал за границу.

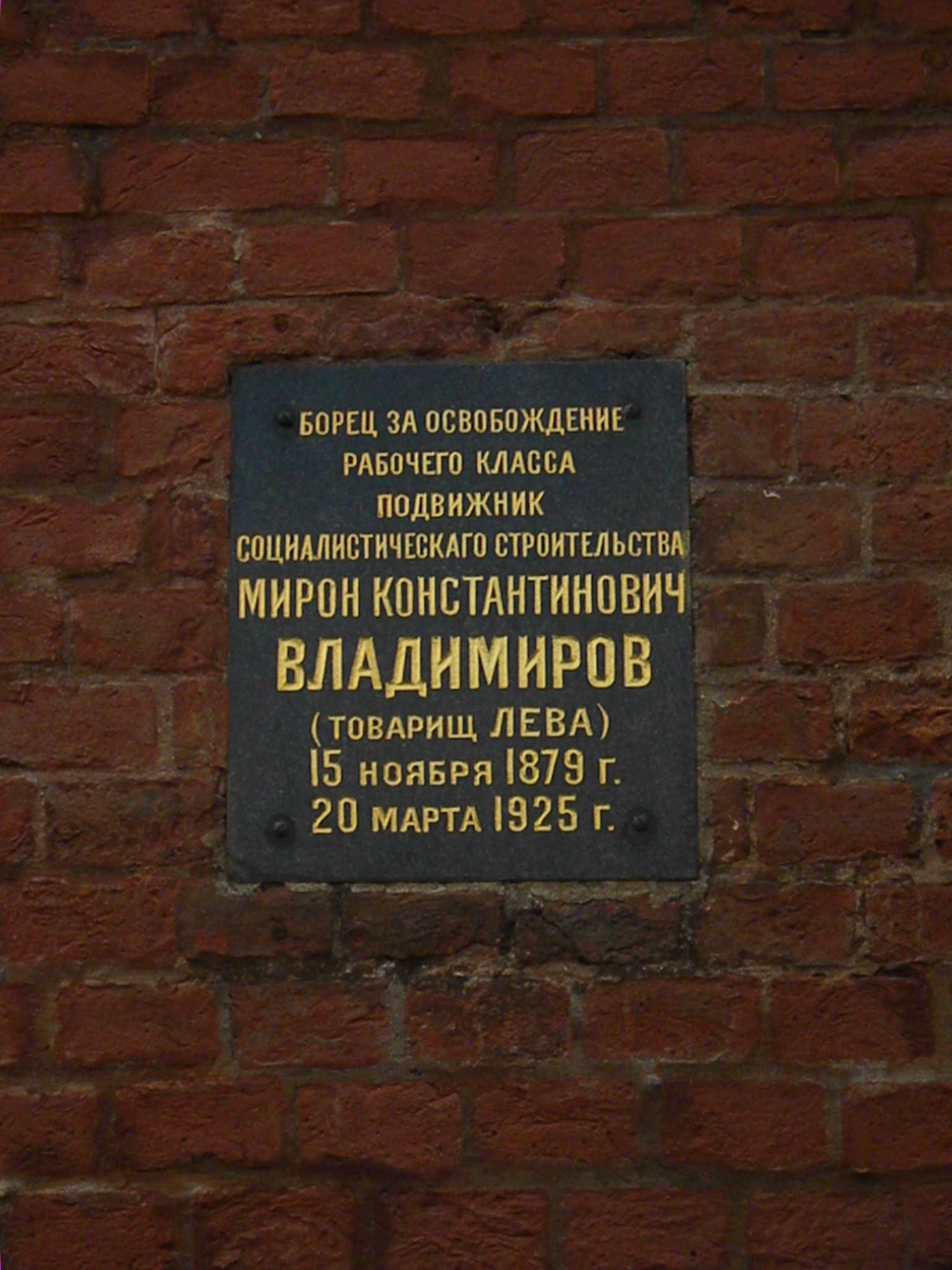
Надгробная плита в Кремлёвской стене

Работал в Парижской большевистской группе, в 1911 г. был одним из лекторов партийной школы в Лонжюмо, в том же году на совещании членов ЦК большевиков был избран в состав Технической комиссии, которая должна была выполнять функции распущенного Заграничного бюро ЦК. В 1911 году примкнул во Франции к «примиренцам» и отошёл от большевиков. Вошёл в группу парижской газеты «Наше слово», объединившую Троцкого, Мануильского, Антонова, Лозовского и других.
Вернулся в Россию после Февральской революции и в 1917 году вместе с «межрайонцами» был принят в партию большевиков.
В 1918 году член коллегии Наркомпрода РСФСР. В 1919—1921 входил в состав Реввоенсоветов Украинской армии, Южного и Юго-Западного фронтов, одновременно в июне — декабре 1919 председатель Особой продовольственной комиссии Южного фронта. С 1921 нарком продовольствия, а затем земледелия Украины.
В 1922—1924 годах нарком финансов РСФСР и заместитель наркома финансов СССР.
С 1924 года заместитель председателя ВСНХ СССР и кандидат в члены ЦК РКП(б). Член ВЦИК, ЦИК СССР.

В ноябре 1924 г. он вступил в ВСНХ, заняв, наряду с Пятаковым, пост заместителя председателя. Дзержинскому он был нужен, как правый коммунист, чтобы умерять темпераментного, «левого», «троцкиста» и оппозиционера Пятакова.— 
Уже будучи тяжело больным, он отказывался от лечения, так что в феврале 1924 года Совнарком СССР специальным постановлением был вынужден направить его лечиться. Правда, было уже поздно, 20 марта 1925 года Владимиров скончался на итальянском курорте Нерви близ Генуи.
Тело было кремировано 23 марта, урна с прахом направлена в Москву. 5 апреля 1925 года урна с его прахом была замурована в Кремлёвской стене — это первое захоронение такого рода в некрополе на Красной площади.

## Память
- 10 ноября 1925 года постановлением Совета Народных Комиссаров Союза ССР был учреждён фонд имени М. К. Владимирова[5]. Ликвидирован в 1980 году[6]
- Его именем в 1928 году в Москве назван проезд (бывший Юшков переулок). В 1992 году проезд переименован в Никольский переулок.
- Его имя носят улицы в Гомеле и Херсоне (в 2016 переименована в Малую Садовую).
  - На данный момент, Гомель является единственным населённым пунктом, где существует улица Владимирова.

## Сочинения
- Владимиров М. Мешочничество и его социально-политические отражения. — Харьков, 1920.